# Camp de concentration de Giado
Le camp de concentration de Giado est un centre de travail forcé pour Juifs italiens et libyens mis en place par l'Italie fasciste pendant la Seconde Guerre mondiale à Giado, en Libye italienne. Un total de 2 600 Juifs y sont internés de mai 1942 jusqu'à sa libération par les troupes britanniques en janvier 1943; 562 personnes meurent dans le camp, principalement de faim et du typhus à poux. En raison des mauvaises conditions de détention qui y règnent, Giado est le camp de travail nord-africain qui compte le plus grand nombre de morts pendant la Seconde Guerre mondiale, ainsi que le plus grand nombre de victimes juives dans le monde musulman.

## Contexte

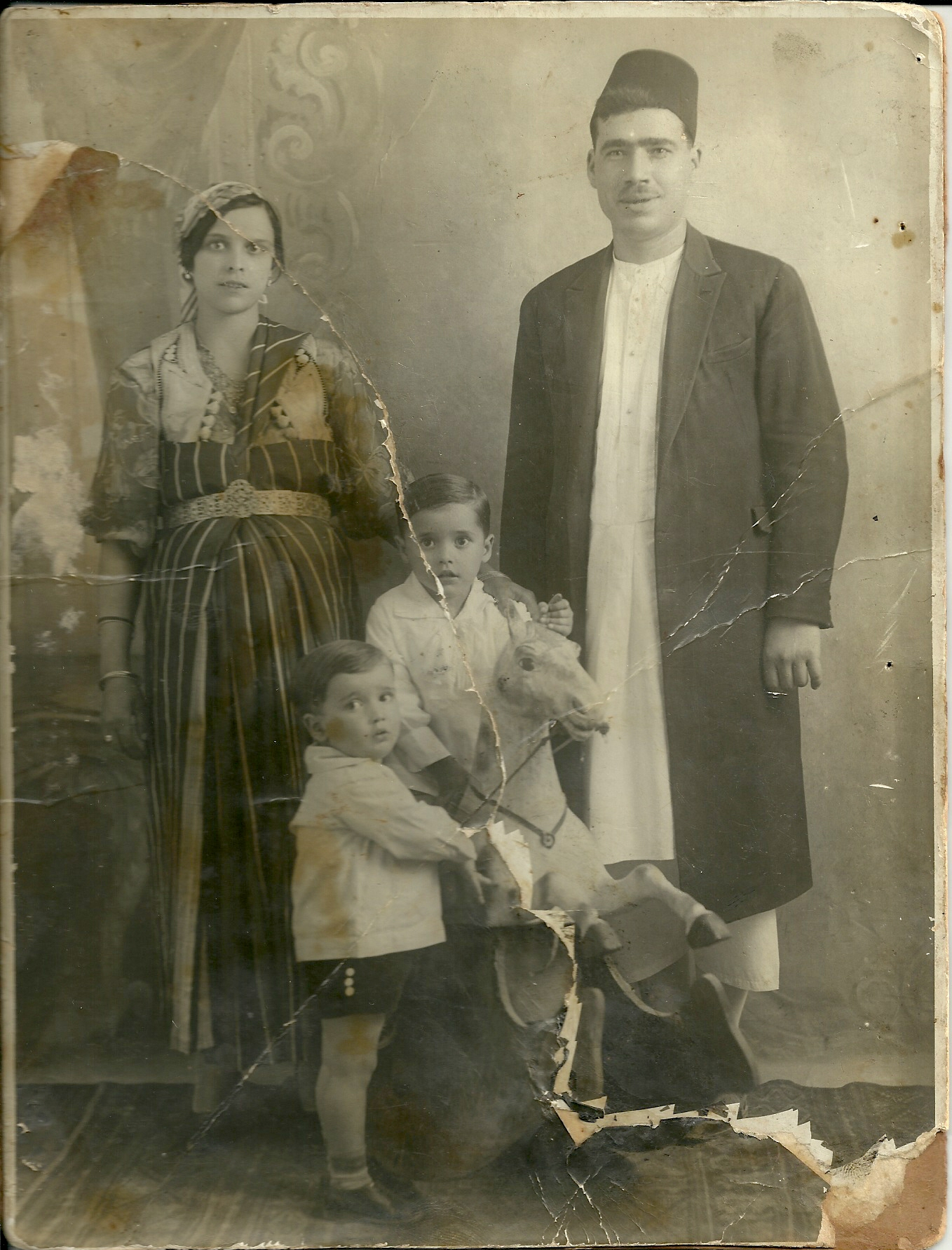
Une famille juive de Tripoli

Au début du XXe siècle, la communauté juive est présente en Libye depuis des milliers d'années. Giado, une colonie dans les montagnes de Nafusa, abrite une communauté de juifs troglodytes depuis au moins le Xe siècle, bien que dans la seconde moitié du XVIe siècle, les seuls Juifs restants en Libye se trouvaient dans les régions de Yefren et de Gharyan, ayant fui les luttes entre Arabes et Berbères (qui persécutaient tous deux les Juifs) pour se réfugier dans des bastions de l'Empire ottoman.
En 1911, la Libye est conquise par l'Italie aux dépens de l'Empire ottoman, au terme de la guerre italo-turque. En 1922, Benito Mussolini prend le pouvoir en Italie et, en 1938, son gouvernement commence à promulguer des lois raciales qui affectent les communautés juives de Libye italienne. Les Juifs ne peuvent plus se marier avec des « aryens », occuper un emploi dans la fonction publique ou exercer une profession qualifiée, ni inscrire leurs enfants dans les écoles italiennes publiques ou privées.
En 1940, l'Italie entre dans la Seconde Guerre mondiale aux côtés de l'Allemagne nazie. La guerre atteint la Libye cette même année lorsque les Britanniques y entrent dans le cadre de l'Opération Compass. La Libye est reprise par les puissances de l'Axe en 1941, lors de l'opération Sonnenblume, durant laquelle des troupes allemandes sont déployées à Tripoli, ville qui compte alors 25 % de Juifs.
Les lois raciales commencent à être appliquées plus strictement, et les Juifs libyens de nationalité étrangère sont déportés vers des camps de détention ou de concentration en Tunisie, en Algérie et en Italie. Alors que l'Italie et la Grande-Bretagne se disputent le contrôle de la Cyrénaïque, les Juifs accueillent les soldats britanniques, dont certains sont des Juifs de Palestine mandataire, comme des libérateurs de l'antisémitisme fasciste. Chaque fois que les Italiens reprennent possession de la Libye, les Juifs sont punis, accusés de collaboration avec les Britanniques. Mussolini réagit à l'accueil positif réservé aux Juifs par les Britanniques en ordonnant la dispersion ou l'expulsion de la communauté juive de Libye, dans le cadre d'une campagne appelée sfollamento (« déplacement »),.

## Déportation et internement des Juifs
Le 7 février 1942, Mussolini ordonne l'internement des Juifs de Cyrénaïque et de Tripolitaine afin de les éloigner de la zone de guerre et de les empêcher de s'allier aux Britanniques,. Certains Juifs sont convaincus que cet ordre est également une mesure de représailles, après le départ d'une partie de la communauté juive de Benghazi à la suite du retrait des troupes britanniques les 2 et 3 avril 1941.
Un nouveau camp de concentration est mis en place à Giado, un ancien poste militaire situé sur le plateau tripolitain des monts Nafusa, à 153 km au sud-ouest de Tripoli,. La plupart des Juifs déportés sur ordre de Mussolini sont envoyés à Giado, d'autres dans un camp pour étrangers à Gharian. À Benghazi, les autorités italiennes demandent à la communauté juive de préparer un quota quotidien de personnes à déporter vers Giado. Renato Tesciuba, le représentant juif officiel de la municipalité, refuse de préparer cette liste, au motif que la région est en proie à des troubles, ce qui retarde les déportations. L'internement des Juifs libyens à Giado est l'étape initiale d'un plan allemand visant à les transférer de la Libye vers l'Italie, puis vers les centres d'extermination nazis.
La première déportation prévue vers Giado est reportée. Le groupe comprend 145 Juifs français déjà transférés le 15 avril 1942 de la ville orientale de Barqa à Tripoli. Le groupe attend à Al-Kwayfiya (en) son départ pour la deuxième étape du voyage, Agedabia, lorsque la police de l'Afrique italienne de Benghazi intervient et obtient la « suspension temporaire » de l'arrêté d'expulsion. Les Juifs français sont renvoyés à Barqa, alors qu'ils avaient déjà vendu une grande partie de leurs biens en vue de leur internement à Giado.
Les déportations commencent en mai 1942 : jusqu'en octobre, les Juifs sont acheminés deux fois par semaine par convois de 8 à 10 camions depuis leurs domiciles en Cyrénaïque jusqu'à Giado, après affichage d'une convocation à la synagogue,. Fin juillet, 591 Juifs de Benghazi sont envoyés à Giado, les 33 restants attendant d'être déportés. Un marchand juif nommé Mordechai Duani, qui entretenait des liens avec les Italiens, assure le transport par camion de Derna, Benghazi, Tobrouk, Barca, Ajdabiya et Apollonie vers Giado. La famille ainsi que des amis fortunés de Duani sont épargnés par la déportation, soit 260 membres au total. Yvonne Kozlovsky-Golan considère le réseau mis en place par Duani comme un exemple de « Judenrat »  italien en Afrique du Nord.
Les Juifs déportés sont autorisés à emporter avec eux une petite quantité d'effets personnels : nourriture, vêtements ou encore la literie. Ils font souvent passer en contrebande des effets personnels de valeur, notamment des bijoux, qu'ils peuvent échanger contre de la nourriture avec les Arabes. La traversée du désert de Syrtica dure cinq jours, durant lesquels les prisonniers sont contraints de dormir dehors. Lorsque les convois de déportation traversent les villages et les villes arabes, les Juifs ont la possibilité de commercer et de manger. Dans au moins un cas, des Arabes jettent des tomates pourries sur des prisonniers juifs traversant leur ville en route vers Giado. Une prisonnière nommé Bruria raconte :

« À la synagogue, ils ont commencé à afficher chaque jour des listes de 20 à 30 familles qui devaient partir. Les Italiens sont allés voir le président de la communauté et lui ont demandé de préparer les listes des Juifs. Il a refusé, car il comprenait la situation. Cependant, un Juif malveillant s'est porté volontaire pour préparer les listes. Chaque Juif devait vérifier si son nom y figurait et, si c'était le cas, il devait partir. Nous ne savions pas où aller. Nous pensions que ce n'était pas bien. Ils ont emmené des Juifs de Benghazi et des environs : Derna, Barce, Tobrouk… D'ailleurs, le juif malveillant n'a pas été emmené au camp par les fascistes. Chaque jour, Joseph [le mari du témoin] allait à la synagogue pour consulter la liste, et je restais assise à pleurer. Un jour, il a dit : « Bruria, on y va. » Le voyage a duré cinq jours ; nous avons parcouru environ 2 000 km de Benghazi à Giado. Le trajet a duré plusieurs jours et plusieurs nuits. Ils nous ont emmenés comme des animaux à l'abattoir. Quarante personnes dans chaque camion, et dans chaque camion, deux policiers italiens. Ils n'ont emmené que des Juifs. Selon une rumeur, ce sont les Allemands qui en auraient donné l'ordre. »

Environ 2 600 juifs sont déportés à Giado, dont la grande majorité des Juifs de Cyrénaïque. Parmi les Juifs tripolitains, seuls ceux possédant la nationalité britannique ou française sont envoyés à Giado, les Juifs tripolitains possédant la nationalité libyenne étant envoyés dans des camps de travail voisins, comme ceux de Buq Buq et de Sidi Azaz. Seuls 120 Juifs de Cyrénaïque en réchappent, « grâce à leurs bonnes relations avec les autorités italiennes »,. La communauté de Benghazi est la dernière à être évacuée et déportée.
Au moins 400 Juifs de Giado sont envoyés vers d'autres sites, notamment dans les villes voisines de Gharyan, Yefren et Tighrinna (en), pour gérer la surpopulation. Dans ces villes, les Juifs sont logés dans des bâtiments séparés comprenant une famille par pièce. Ils sont surveillés de près et n'ont aucune liberté de mouvement.

## Vie dans le camp

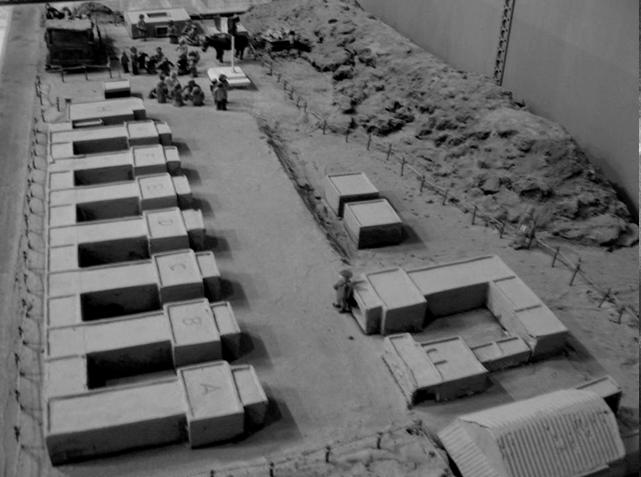
Maquette du camp montrant son agencement

Le camp de concentration de Giado, installé dans un ancien camp militaire construit à l'origine par les Ottomans puis utilisé par les Italiens, est constitué de dix longues baraques (chacune pouvant accueillir quatre cents détenus) entourées de barbelés. Dans chaque baraque se trouvent un adjoint et un capo élu. Ce dernier est un prisonnier juif qui assume le rôle de représentant et de négociateur auprès de l'administration du camp, il est l'équivalent du kapo dans les camps de concentration nazis. Les familles suspendent des couvertures en lieu et place de cloison,. Les baraquements ne sont meublés que de lits, parfois insuffisants pour le nombre de prisonniers. Un mitrailleur surveille le camp depuis une colline en face afin d'empêcher toute évasion. Les prisonniers reconnus coupables de crimes sont détenus dans un baraquement dinstinct, tandis que les prisonniers accusés de crimes multiples ou graves sont envoyés dans une prison de Tripoli.
Le commandant du camp est le général d'armate Ettore Bastico, gouverneur de Libye et commandant en chef des troupes italiennes en Afrique du Nord. Son adjoint est le major Guerriero Modestino, qui assume la fonction de chef du camp,. Bastico est connu pour son antisémitisme et ses traitements cruels et humiliants envers les prisonniers, alors que Modestino est considéré comme plus indulgent à l'égard des Juifs. Ils se promènent régulièrement ensemble sur le terrain du camp, Bastico brandissant un fouet ou une matraque et menaçant les détenus. Les prisonniers ne sont pas autorisés à parler la nuit.
Les prisonniers de Giado sont presque exclusivement des familles de Juifs libyens et italiens originaires de Cyrénaïque, en particulier de Benghazi, qui abrite alors l'une des plus importantes communautés juives de Libye. Les familles ne sont pas séparées. Le camp accueille également brièvement des Juifs de nationalité française (qui sont ensuite déportés en Tunisie en 1942) et des Juifs détenteurs de passeports britanniques (qui sont ensuite détenus à Ferramonti di Tarsia (en) en Italie et dans quelques autres camps libyens).

### Travail et société
Le travail forcé commence le 28 juin 1942. Bien qu'il n'y ait pas de quota de travail quotidien, les hommes internés au camp, âgés de 18 à 45 ans, effectuent diverses tâches quotidiennes du matin au soir : nettoyage des toilettes, ramassage des ordures, transport de sable et de pierres, et pose de tuiles sur les toits à l'intérieur et à l'extérieur du camp. Ils ne travaillent pas le samedi (jour de shabbat). Ceux qui réparent les toits à l'extérieur du camp reçoivent un salaire journalier de 5 francs et un petit pain. Une fois par semaine, les prisonniers travaillent pendant douze heures à désherber et à transporter de la terre. L'utilité de ce travail est jugée douteuse pour les personnes internées, qui soupçonnent que la fonction principale de ces tâches soit l'humiliation. À mesure que la maladie, la malnutrition et l'épuisement augmentent, les tâches ménagères diminuent. On ignore si des entreprises privées ont utilisé des prisonniers juifs de Giado comme travailleurs forcés. Les prisonniers qui supervisent la distribution des rations sont quant à eux exemptés de corvée.

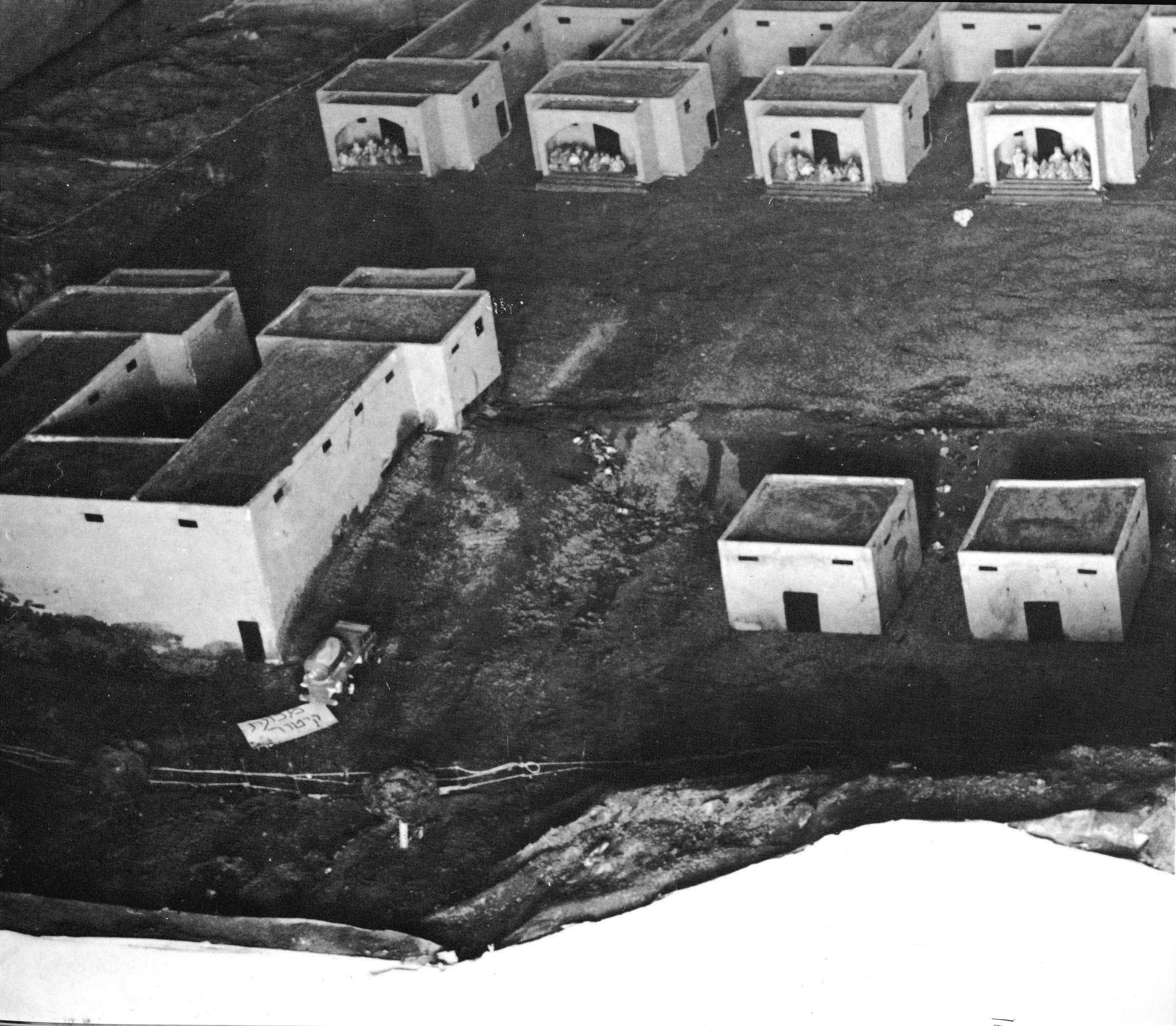
Maquette du camp montrant son agencement

Les familles juives forment un conseil du camp, dirigé par Camus Suarez. Celui-ci rassemble les capos élus dans chacune des dix baraques de Giado. Chaque caserne abrite également un adjoint. Les capos organisent la vie quotidienne à Giado, supervisant le travail et distribuant des biens, notamment du bois de chauffage et de la nourriture, parfois envoyés par la communauté juive de Tripoli. Les capos transforment également une baraque du camp en synagogue de fortune, qui abrite un rouleau de la Torah de Derna. Parmi les prisonniers figurent plusieurs rabbins, dont Frija Zoaretz (en),.

### Conditions de vie et épidémie de typhus
Environ 2 600 prisonniers sont détenus à Giado,. À la fin du mois de juin 1942, le camp abrite 2 584 Juifs, dont 47 citoyens italiens. 380 Juifs sont envoyés au camp ultérieurement. Ce nombre chute ensuite de façon spectaculaire en raison d'une épidémie de typhus à poux, qui fait 562 morts, portant le taux de mortalité du camp à environ 21 %. Le camp affiche le taux de mortalité le plus élevé de tous les camps de travail nord-africains de la Seconde Guerre mondiale, ainsi que le plus grand nombre de victimes juives de la Seconde Guerre mondiale parmi les pays musulmans. Si aucun prisonnier n'est exécuté, la plupart des décès sont causés par la malnutrition et le typhus à poux.
Les conditions de vie à Giado sont extrêmement précaires et difficiles. Le lieu est réputé le plus dur des camps de travail libyens où les Juifs sont internés pendant la Seconde Guerre mondiale. Les journées sont très chaudes, et les nuits très froides. Le camp est surpeuplé et la nourriture manque. Les rations quotidiennes se composent de 100 à 150 grammes de pain, avec une petite provision hebdomadaire de « riz, macaroni, huile, sucre, thé et café ». Maurice M. Roumani (en) cite un survivant qui décrit les rations suit : « seulement quelques grammes de riz, d'huile, de sucre et du café préparé à partir de graines d'orge ». L'eau froide est disponible deux heures par jour.
Bien qu'aucun prisonnier n'ait été abattu ou tué par les gardes,  rien n'est fait pour empêcher les décès par inanition. Plusieurs semaines après leur internement, une délégation de prisonniers demande une augmentation des provisions de nourriture et se voit répondre : « Nous ne sommes pas venus ici pour vous aider: nous vous donnons à manger, car cela ne vaut pas la peine de gaspiller des balles pour vous ». Un survivant raconte que ceux qui ceux qui ont plaidé pour plus de nourriture se sont entendus dire : « Si nous vous avons amenés ici, ce n'est pas pour vous nourrir, mais pour vous laisser mourir de faim ». Un survivant ranconte que le pain est plein d'insectes. Les prisonniers obtiennent l'autorisation des gardes d'enterrer leurs morts à proximité d'un cimetière juif médiéval, datant d'au moins 1183,: une personne de la communauté locale avait informé les Juifs de l'existence de l'ancien cimetière.
Les survivants décrivent les gardes du camp comme particulièrement cruels, et le responsable adjoint du camp Guerriero Modestino est connu pour ordonner l'enfermement de détenus individuellement afin de les battre. Maurice Roumani cite un survivant :

« Des dizaines de familles étaient concentrées chacune dans un espace de quatre mètres carrés, séparées par des draps et des couvertures. Il n'y avait ni table ni chaises, et la cuisine se faisait au centre de la pièce, où la fumée et les odeurs de cuisson pénétraient le nez de tous les habitants du quartier. Les mauvaises conditions de vie étaient à l'origine d'infections et de maladies, et par conséquent d'épidémies qui ont tué un grand nombre de personnes dans le camp. Ces dernères furent enterrées dans une vallée voisine, qui abritait des sépultures juives il y a des centaines d'années. »

Des soins médicaux insuffisants provoquent une épidémie de typhus à partir de décembre 1942, responsable de la majorité des morts dans le camp. L'épidémie tue des dizaines de personnes chaque jour, et ceux qui sont envoyés dans la salle de quarantaine improvisée ne survivent presque jamais. Un survivant raconte : « J'ai regardé d'un côté, l'un est mort ; j'ai regardé de l'autre côté, un autre est mort. ». Plus de 500 personnes meurent en trois mois[réf. à confirmer]. Initialement, les malades sont renvoyés à Tripoli, mais à mesure que l'épidémie s'aggrave, ils sont regroupés dans une caserne. Deux médecins italiens soignent les patients, avec l'aide de trois à quatre infirmières. Afin d'empêcher la propagation du typhus transmis par les poux, les gardiens du camp rasent la tête des détenus. Anat Helman note que, parmi les 22 survivants de Giado qu'elle a interrogés dans le cadre de ses recherches, « seules les femmes mentionnent le rasage de la tête et leur tentative désespérée d'échapper à ce sort. Elles ne parlent pas de la peur de l'épidémie ni des décès qu'elle a entraînés, mais plutôt de leur profonde anxiété à l'idée de se faire raser les cheveux. ».

### Contact entre les prisonniers et le monde extérieur
Les prisonniers qui ont emporté des objets de valeur peuvent troquer leurs effets personnels « à un prix exorbitant » avec des marchands arabes, d'abord clandestinement, puis avec l'autorisation des gardes italiens postés à la clôture et à l'intérieur du camp,. D'autres possibilités d'échanges se présentent lorsque des travailleurs sont envoyés en mission dans les villages arabes bédouins voisins, au-delà de la clôture du camp. Les biens échangés par les prisonniers incluent des diamants, de l'or et des vêtements, qui n'ont pas ou peu de valeur à l'intérieur du camp. Les principaux aliments achetés à l'extérieur du camp sont l'orge, les oignons, les arachides, les pommes de terre et la volaille. Les Juifs achètent également collectivement un moulin à farine et cuisinent dans une fosse qu'ils avaient creusée comme four. Ceux qui ont des objets de valeur à échanger occupent une position importante et influente au sein du camp. Un survivant raconte que les couvertures sont utilisées pour troquer avec les Arabes des ingrédients destinés à la préparation du hamin pour le shabbat.
Jens Hoppe note que l'organisation des échanges à Giado entre Arabes et Juifs indique que les communautés arabes environnantes du camp sont conscientes des conditions inhumaines dans lesquelles les Juifs sont détenus. Des policiers arabes font également partie de la force de garde réquisitionnée par les Italiens, et les survivants décrivent des inspections et des visites régulières d'Allemands (probablement des membres de la « Sicherheitspolizei » ou « Sicherheitsdienst » nazie). Un survivant, Yehuda Chachmon, se souvient que les gardes italiens traitent les prisonniers avec « brutalité », tandis que les gardes arabes ne « parlent » pas, ne « torturent » pas et ne « causent pas de problèmes » aux prisonniers juifs. « L'attitude de la police italienne était différente de celle de la police arabe. ». Livia Tagliacozzo écrit que la description générale des gardes arabes par les survivants de Giado, dépeints comme plus modérés que les Italiens, peut s'expliquer par la complicité des gardes arabes dans le commerce vital entre prisonniers et Arabes à l'extérieur du camp, même interdit : « Le simple fait pour un garde arabe de se détourner pouvait être crucial pour la possibilité de troc par-dessus les barbelés ». Un survivant se souvient que les Arabes vivant à proximité étaient hostiles et jetaient des pierres sur les prisonniers.
La communauté juive de Tripoli recueille des informations sur les conditions de vie dans le camp et envoie de l'aide, notamment de la nourriture casher pour Pâque. Le rapport financier de la communauté de 1943 fait état d'une subvention de près de 1,7 million de 
lires tripolitaines (en) pour les prisonniers de Giado. En janvier 1943, peu avant la libération du camp mais alors que Tripoli était déjà libérée, la communauté juive tripolitaine envoie trois représentants à Giado, qu'elle pense déjà libérée, chargés d'apporter de la nourriture aux prisonniers. Le groupe découvre cependant sur place que le camp est toujours gardé. Alors qu'il livre la nourriture, le chauffeur du groupe, Benedetto Arbib, est giflé par un garde italien,.

## Quasi-exécution
Après la défaite de l'Axe lors de la seconde bataille d'El Alamein en novembre 1942, l'extermination des hommes adultes internés à Giado est ordonnée. Les personnes en bonne santé doivent être tuées à la mitrailleuse et les malades en quarantaine brûlés vifs. Les prisonniers sont rassemblés et attendent plusieurs heures que la décision de tuer soit confirmée. L'ordre est finalement annulé, pour des raisons obscures : Eric Salerno soutient que les officiers italiens craignent d'être poursuivis comme criminels de guerre dans l'éventualité, probable, d'une victoire des Alliés.

## Libération et conséquences

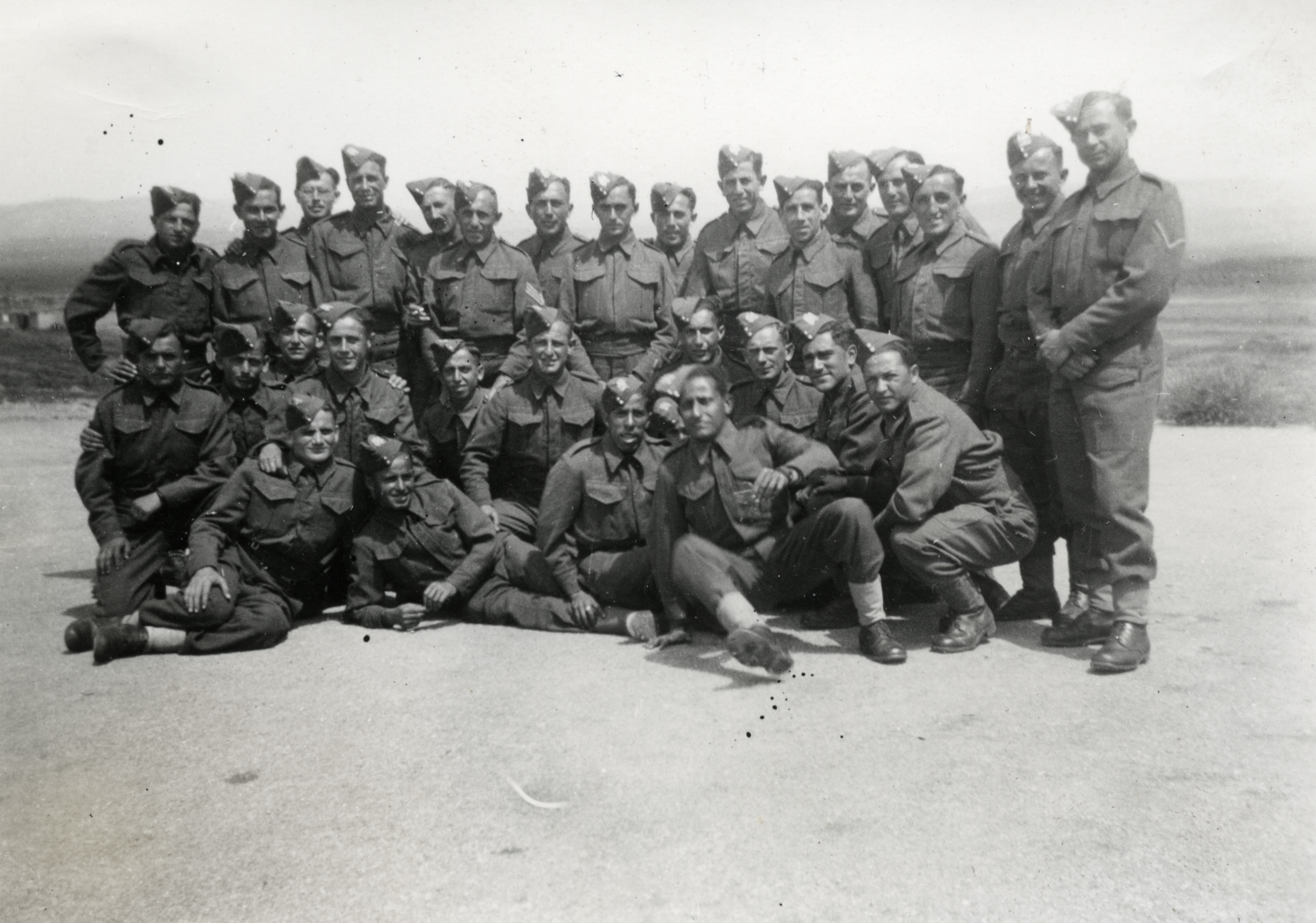
La brigade juive de la huitième armée britannique en Libye, vers 1943-1944

Le camp est libéré le 24 janvier 1943 par les forces britanniques dirigées par le brigadier général Frederick Kisch (en),, en même temps que les centres de détention de Gharian et Yefren. Plusieurs semaines avant l'arrivée des Britanniques au camp, quelque deux cent prisonniers détruisent la clôture et s'échappent, ayant remarqué que certains gardes italiens se sont déjà enfuis. Les troupes italiennes ouvrent le feu sur les prisonniers restants. Début janvier, les gardes italiens avaient tous pris la fuite[Passage contradictoire]. Le rescapé Jean Nissim témoigne qu'un Italien responsable du dépôt d'armes avait distribué des armes aux Juifs pour qu'ils se défendent contre les Arabes qui menaçaient de pénétrer dans le camp.
Avant que les prisonniers juifs puissent être rapatriés, les Britanniques doivent d'abord contenir l'épidémie de typhus et soigner les quelque 480 prisonniers gravement malades. En raison de la gestion britannique de l'épidémie de typhus, les prisonniers qui s'étaient enfuis ne sont initialement pas autorisés à retrouver leurs familles emprisonnées. Les prisonniers sont transférés dans des logements plus adaptés à Tripoli, où ils peuvent se laver, être nourris et recevoir des soins médicaux, dispensés notamment par un médecin juif,,. Les survivants commencent ensuite à être transférés en Cyrénaïque, famille par famille, toutes les deux semaines au printemps 1943. Ce processus est soutenu financièrement par l'American Jewish Joint Distribution Committee. De nombreux Juifs sont encore présents dans le camp en mars 1943, dont soixante orphelins qui sont autorisés à immigrer en Palestine. L'autorisation pour les orphelins est obtenue de la Grande-Bretagne par les rabbins Louis I. Rabinowitz et Ephraim E. Urbach, les deux aumôniers de la Brigade juive de la huitième armée britannique en Libye. Les fonds nécessaires sont réunis par Renato Tesciuba, chef de la communauté juive de Benghazi, qui avait refusé de préparer un quota de déportation pour les autorités italiennes en 1942. Le camp est finalement dissous après le départ des derniers prisonniers en octobre 1943,.

### Disparition de la communauté juive de Libye

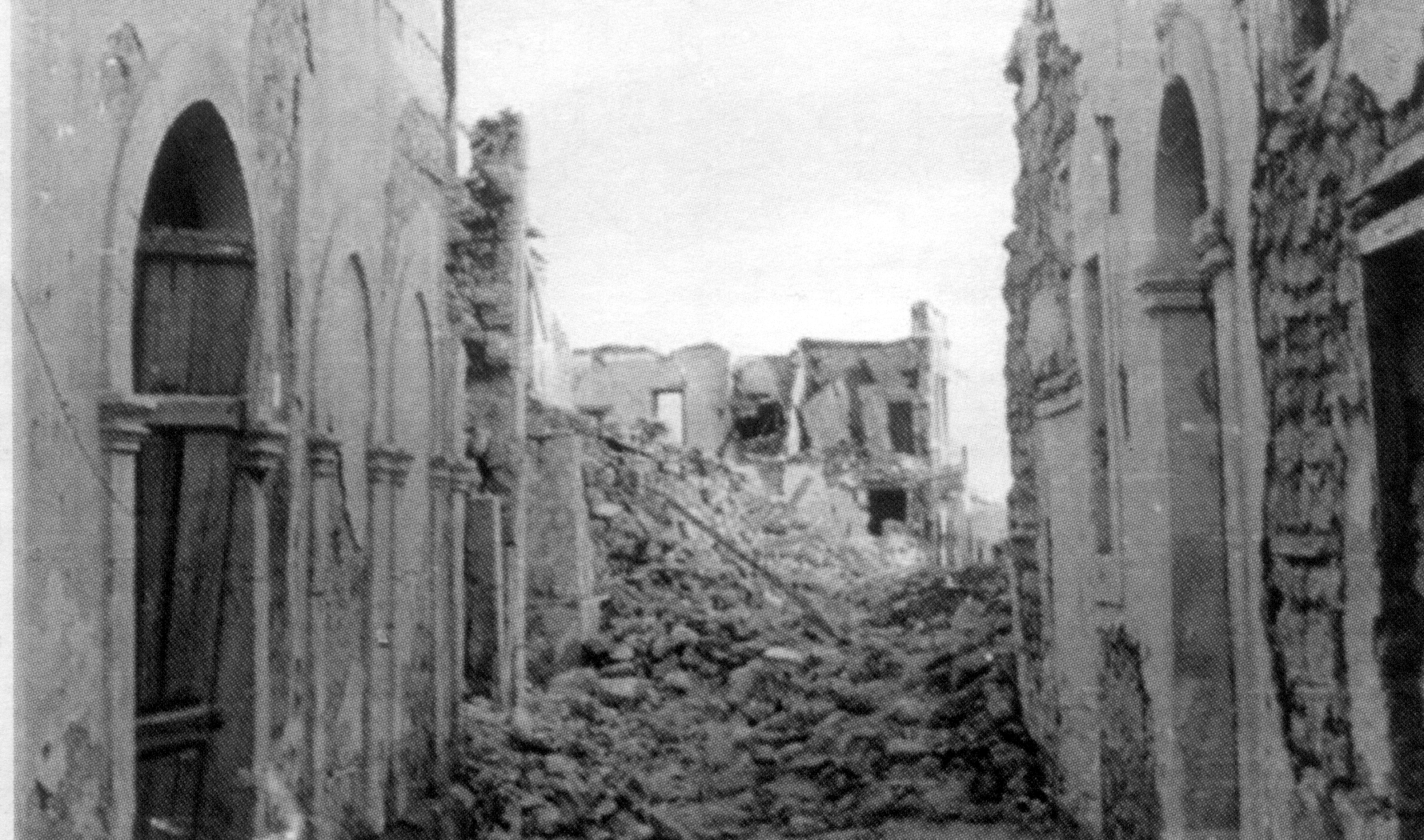
Dommages causés par des obus dans le quartier juif de Tripoli

Roumani écrit que les survivants de Giado « revinrent pour trouver leurs maisons saccagées et détruites, leurs commerces bombardés et en ruines, et la vie communautaire quasiment inexistante. ». Les soldats juifs de la huitième armée britannique soutiennent les rapatriés et les aident à reconstruire leurs communautés, notamment par la création d'écoles juives. Même sous l'occupation britannique, l'antisémitisme s'aggrave et, après les pogroms de 1945 et 1948, la quasi-totalité des Juifs de Libye émigrent vers le nouvel État juif d'Israël. D'autres expulsions et fuites ont lieu jusqu'en 2004, date à laquelle le dernier libyen de confession juive quitte le pays. Aujourd'hui, la Libye ne compte plus aucun juif,.

## Héritage
Aucun procès n'a jamais eu lieu pour juger les gardiens ou administrateurs du camp de concentration de Giado. En 1978, l'Oberlandesgericht de Coblence a jugé que l'emprisonnement des Juifs à Giado n'était pas une initiative allemande et que, par conséquent, les survivants du camp n'avaient pas droit à une indemnisation du fonds du gouvernement allemand au titre du travail forcé sous l'ère nazie. En 2002, à la suite de la publication en 1997 d'une étude d'Irit Abramski-Bligh sur l'histoire des communautés juives libyennes et tunisiennes pendant la Shoah, les survivants de Giado obtiennent finalement le droit d'être indemnisés par l'Allemagne,.
À l'occasion de Yom HaShoah en 2020, le journal du survivant Yosef Dadush, dont la fille Ada est morte du typhus dans le camp, est publié à titre posthume après avoir été découvert par son fils. L'inclusion du livre dans les programmes des lycées israéliens est approuvée en 2021,.
À l'occasion de Yom HaShoah, les Juifs libyens chantent un piyyut (poème ou hymne liturgique juif) intitulé « הללויה עם נברא » (« Hallelujah Am Nivra », « Hallelujah, une nation est née »), composé après la libération de Giado. Stanislao Pugliese écrit que « le rôle [de l'Italie] dans la mise à mort des Juifs en Libye, dans le camp de Giado et ailleurs, mérite non seulement d'être condamné, mais constitue également un aspect important et négligé dans l'historiographie de l'étude de la Shoah ».
La caserne de Giado a servi d'école pendant des décennies après la libération du camp. Un jeune enseignant libyen tente d'empêcher la destruction de la caserne par les autorités libyennes, afin d'y créer un musée consacré à l'histoire commune des Berbères et des Juifs en Libye. En 2004, il ne reste plus aucune trace physique du camp ni du cimetière juif.